# Асір
Асір — географічна область, провінція в Саудівській Аравії. Розташована на південному заході країни, біля кордону з Єменом.
У горах Асіра рельєф міняється від гірських вершин висотою близько 3000 м до великих долин. Колись ця область півострова сполучалася з Африкою, і тут збереглися деякі види африканських рослин і тварин.
Розвинуте сільське господарство. Вирощується пшениця, сорго, фініки, кава, рис. Тваринництво.